# Watsonia amatolae
Watsonia amatolae är en irisväxtart som beskrevs av Peter Goldblatt. Watsonia amatolae ingår i släktet Watsonia och familjen irisväxter. Inga underarter finns listade i Catalogue of Life.